# ドゥームメタル
ドゥームメタル (Doom Metal) は、ヘヴィメタルのサブジャンルの一つ。高テンポの過激なサウンドがステレオタイプ化されるヘヴィメタルの中にありながら、遅さやダウナー感を特徴としている。

## 概要
ヘヴィメタルの草分け的存在であるブラック・サバスは、1970年の1stアルバム『黒い安息日』に、（レコード会社の要請に応じて）「終末」やオカルトといった世界観や、ヘビーでスロウ、ミディアム・テンポの曲を収録し、ハードロック・ファンの人気を獲得した。サバスのメンバーは麻薬を常用し、初期のアルバムではサイケデリックとブルース・ロックを融合した楽曲を発表していた。ドゥームメタルのギタリストやベーシストは、楽器をダウン・チューニングし、エフェクターによるディストーションを加えた上で、重く激しいサウンドを実現した。
ドゥームのルーツには、ブルー・チアー、ブラック・サバス、ユーライア・ヒープ、ブルー・オイスター・カルトらの有名バンドのロックが存在した、とも指摘されている。ブルー・チアーの1968年のアルバムは、時期的には最も早いドゥーム表現ととらえらえている。他に、有名ではないが、一定の知名度を持つバンドにブラック・ウイドウ、サー・ロード・ボルチモア、ルシファーズ・フレンド、バッジーらがいた。他に境界線のミュージシャンには、アリス・クーパー、フォーカスらがいる。
ルーツ楽曲
- サマー・タイム・ブルース - ブルー・チアー
- パラノイド - ブラック・サバス[4]
- 安息の日々 - ユーライア・ヒープ[5]
- 悪魔の呪文 - フォーカス[6]
- ザ・リーパー - ブルー・オイスター・カルト[7]

このジャンルが認知されるようになったのは、1980年代のキャンドルマスやトラブル以降である。ジャンル名の'doom'は「終末」「破滅」を意味し、キャンドルマスの1986年のアルバム『Epicus Doomicus Metallicus』に由来する。

## 詳細/ジャンル
ドゥーム・メタルというジャンルには、以下のような様々なサブジャンルが存在するが、初期ブラック・サバスが持っていた要素のいずれかを特徴としている。共通するのは、「遅いテンポと重い音作り」で、歌詞はダークかつ陰鬱なテーマを扱うことが多い。
- ブラック・ドゥーム (Black Doom)

ブラッケンド・ドゥーム(Blackened Doom)とも呼ばれるもので、ブラックメタルの悪魔的なイデオロギーを共有しつつ、ドゥーム・メタル特有のムーディーなテーマと融合させているのが特徴である。また、過酷な雰囲気を強調するために、フューネラル・ドゥームに似た遅いテンポを使用することもある。Barathrum、Forgotten Tomb、Woods of Ypres、初期のカタトニアなどが挙げられる。
- DSBM

DSBMは、オフサラミア、カタトニア、ベスレヘム、フォアゴットン・トゥームForgotten Tomb）、シィニングらのバンドを中心とした、鬱や自殺、厭世観等をテーマにしたブラックメタルである。
- デス・ドゥーム (Death Doom)

1990年代前半、一部のデスメタルバンドは過激さだけでなく、陰鬱さに重点を置いてドゥームメタル的なスローテンポの楽曲をも作るようになった。デスメタルがベースにあるので、ボーカルはデスボイスであり、サウンドは重く攻撃的でブルージーな要素は希薄である。1980年代半ばのセルティック・フロストやキャンドルマスはメタルサウンドとヴォーカルを融合した。他にはパラダイス・ロスト、アナセマ、マイ・ダイイング・ブライドなどが挙げられる。なお、これらのバンドは陰鬱さに加えてゴシック・ロックの耽美的な表現をも取り入れるようになり、後のゴシックメタルの礎となった。
- ドローン・ドゥーム (Drone Doom)

非常に遅いテンポかつ最小限の音数で延々と反復される、分厚く重いリフ、長く引き伸ばされた持続音を特徴とする。インストゥルメンタルであることが多く、ドラムレスの場合もある。ポストメタルと関連付けられる場合もある。Earth、Sunn O)))などが著名。ラ・モンテ・ヤングのような実験音楽から影響を受けた、ミニマル音楽や電子音楽などのドローン・ミュージックに近しいジャンルであり、Sunn O))) の音楽性はパワー・アンビエントとも呼ばれた。
- トラディショナル・ドゥーム (Traditional Doom)

1970年代後半から、ハードロックから黒人音楽的な要素がなくなり、白人的要素がほとんどを占めるヘヴィメタルに変化していった。ヘヴィメタル・バンドの中でもカウント・レイヴン、セイント・ヴィタス、ウィッチクラフト（Witchcraft）、Reverend Bizarreオロドルーインなどは、『黒い安息日』にあったような妖しげな旋律と遅いテンポ、重々しい音作りを強調し、歌詞でも終末、破滅やオカルティズムといったテーマを扱った。これらのバンドは、当時メタル・ファンに人気だったグラム・メタルのような、セックス・ドラッグ＆ロックンロール的なライフスタイルとは一線を画し、「ドゥーム・メタル」として認識されるようになった。90年代以降ジャンルが多様化しているので、これら初期のドゥームメタルバンドの持っていた音楽性は、「トラディショナル（伝統的）ドゥーム」と名付けられている。
- エピック・ドゥーム (Epic Doom)

ドゥームメタルというジャンル名は上記の通り、キャンドルマスがリリースした1stアルバムEpicus Doomicus Metallicusから来ている。彼らが自らのアルバムへ冠したように、ファンタジーや神話を主たる歌詞のテーマとしたり、クラシック音楽の要素をメロディに導入、のびやかなオペラ風歌唱法などを取り入れているドゥームメタルバンド全般のスタイルを、エピック・ドゥームと呼ぶ。('epic'＝「叙事詩の」「荘厳・壮大な」）
- フューネラル・ドゥーム (Funeral Doom)

デス・ドゥームをより強烈に発展させたもの。際立って遅いテンポ、極端なダウンチューニングによる非常に重苦しい音が特徴で、鬱、破滅、死といったテーマを際立たせる。（'funeral'とは「葬式」を指す。）Skepticism、Thergothonなどによって確立された。Norttのようにダーク・アンビエントからの影響でシンセサイザーを用いたり、思想的にブラック・メタルと融合しているバンドもある。
- ストーナー・ドゥーム (Stoner Doom)

ストーナー・ロックは、ブラック・サバスをはじめサイケデリック・ロックやガレージロックのバンドが持っていたブルースの側面及び麻薬の嗜好の影響を受け、1990年代前半にカイアスらによって創始された。彼らの楽曲には「終末」的な雰囲気はないが、遅いテンポ、分厚く重い音像といった（トラディショナル・）ドゥームメタルに通ずる部分がある。このことからストーナーロックバンドのうちメタル志向の強いもの（ストーナー・メタル）や、ストーナー・ロックとクロスオーバーしたドゥームメタルバンドをストーナー・ドゥームと呼ぶことがある。後者の例としては、元ナパーム・デスのリー・ドリアンが結成したカテドラルがある。ドリアンがグラインドコア畑出身であることからか、カテドラルは元来デス・ドゥーム的だったが、2ndアルバム以降ストーナー・ロック的な要素も取り入れるようになった。もっともカテドラルにおけるブルース志向は、彼らが敬愛するブラック・サバスの影響によるものである。
- スラッジ・ドゥーム (Sludge Doom)

スラッジ・メタルとも。'sludge'＝泥濘にはまったように、遅く重く、引きずるようなサウンドを志向したハードコア・パンクバンド（スラッジコア）が、ブラック・サバスの影響などでよりヘヴィメタル的になったもの。薬物乱用による苦痛、政治や社会に対する怒りに焦点を当てた歌詞も特徴である。メルヴィンズ、アイヘイトゴッドなどが代表的。

## 主なバンド一覧
ABC順に掲載。
- アシッド・キング (Acid King)
- エイハブ (Ahab)
- アナセマ (Anathema)
- アリス・クーパー
- バッジー
- ブラック・サバス (Black Sabbath)
- ブラック・ウイドウ
- ブルー・オイスター・カルト
- ブルー・チアー
- ブラインド・ウィッチ (BLIND WITCH)
- バーニング・ウィッチ (Burning Witch)
- ボングジラ (Bongzilla)
- キャンドルマス (Candlemass)
- カテドラル (Cathedral)
- チャーチ・オブ・ミザリー (Church Of Misery)
- カウント・レイヴン
- ダウン (Down)
- アース (Earth)
- エレクトリック・ウィザード (Electric Wizard)
- アイヘイトゴッド (Eyehategod）
- フォーカス (Focus）
- ジェノサイド・ニッポン (GENOCIDE nippon)
- アイシス (Isis)
- カイアス (Kyuss)
- LOUDNESS（第4期）
- ルシファーズ・フレンド
- マイ・ダイイング・ブライド (My Dying Bride|My Dying Bride)
- メルヴィンズ
- ナイトフォール (Nightfall)
- ジ・オブセスド (The Obsessed)
- オーリンジ・ガブリン (Orange Goblin)
- オロドルーイン
- パラダイス・ロスト (Paradise Lost)
- ペンタグラム (Pentagram)
- セイント・ヴィタス
- サー・ロード・ボルチモア
- スリープ (Sleep)
- スケプティシズム (Skepticism)
- スピリチュアル・ベガーズ (Spiritual Beggars)
- Sunn O)))
- 太陽肛門 (Solar Anus)
- Thergothon
- トラブル (Trouble)
- ユーライア・ヒープ
- ウィッチクラフト
- ワーシップ (Worship)
- 人間椅子
- BORIS